# Siedlungskammer Rullstorf

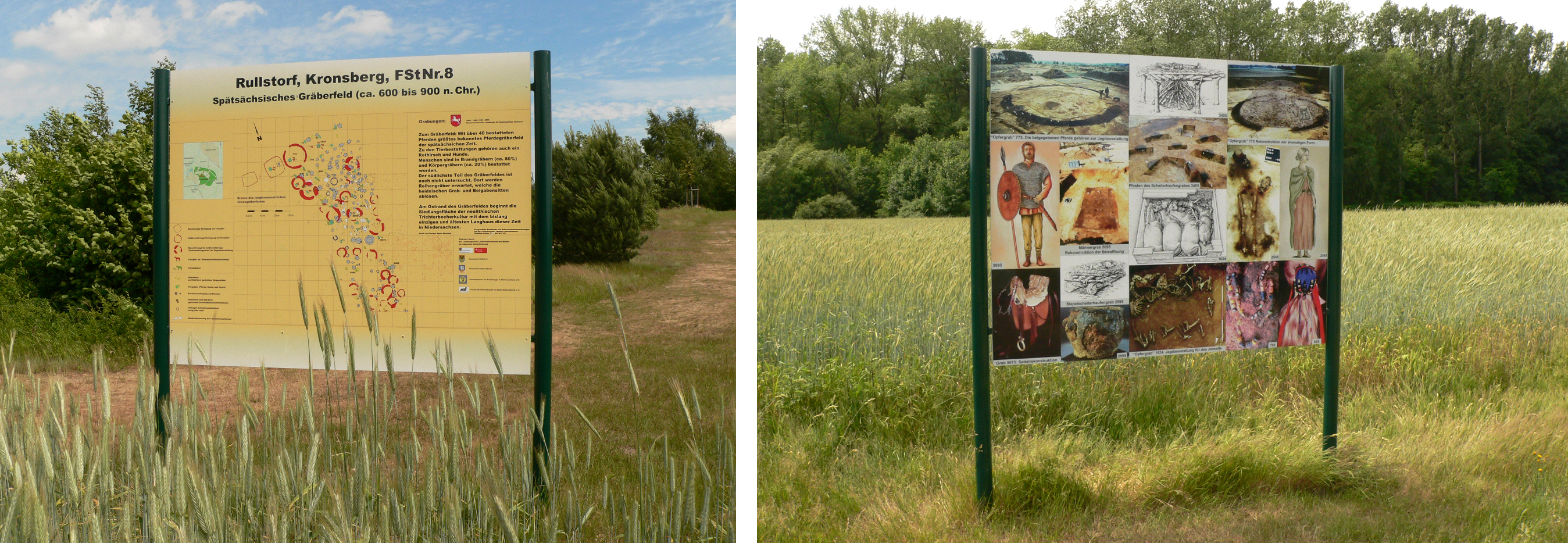
Informationstafel (Vor- und Rückseite) zu den archäologischen Untersuchungen am Kronsberg bei Rullstorf

Die Siedlungskammer Rullstorf ist ein archäologisches Fundgebiet auf der Erhebung des Kronsberges bei Rullstorf in Niedersachsen. Die rund 24 ha große Fläche am Geestrand oberhalb der Elbtalaue stellte als Siedlungskammer einen bevorzugten menschlichen Siedlungsplatz dar. Der Kronsberg gehört zu den wenigen bekannten Siedlungsplätzen in Niedersachsen, die seit der jüngeren Altsteinzeit und der Mittelsteinzeit bis ins Frühmittelalter über rund 5000 Jahre kontinuierlich von Menschen aufgesucht wurden. Zwischen 1979 und 2009 führte das Institut für Denkmalpflege Hannover und spätere Niedersächsische Landesamt für Denkmalpflege großflächig Rettungsgrabungen durch, um die im Boden erhaltenen Siedlungsspuren vor der Zerstörung durch Kiestagebau zu sichern. Bedeutende Funde waren ein Langhaus aus dem 4. Jahrtausend v. Chr. als ältestes Gebäude in Niedersachsen, ein 6000 m² großes spätsächsisches Brand- und Körpergräberfeld mit rund 150 Bestattungen sowie mit 42 Bestattungen das bedeutendste Pferdegräberfeld in Deutschland.

## Lage

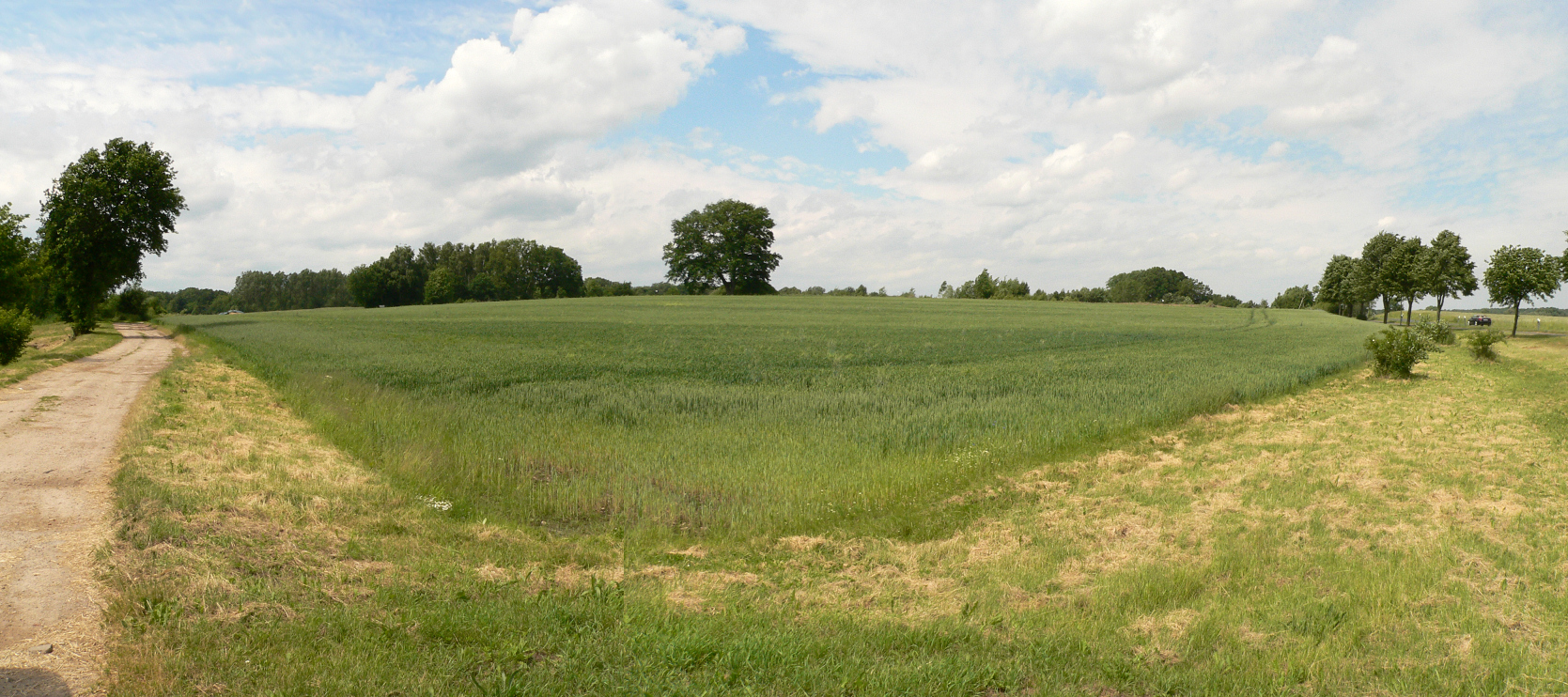
Die leichte Erhebung des Kronsberges von Osten gesehen

Der Kronsberg ist ein flacher, länglicher Hügel von 27 m ü. NN, der im Übergangsbereich zwischen Marsch und Geest am südlichen Rand des Urstromtals der Elbe liegt. Er hat eine Länge von etwa 800 Meter und eine Breite von rund 200 Meter. Entstanden ist die Erhebung aus Moränenmaterial, wie Schwemmsand, Kies und Lehm im Verlauf mehrerer Eiszeiten. Mit seiner erhöhten Lage ragt der Kronsberg inselartig aus der Umgebung heraus. Früher bildete er am Rande der flachen Elbmarschen eine Halbinsel aus, da er von zwei Seiten von Sumpf und Wasserflächen umgeben war. Die Kuppe war für Menschen in vorgeschichtlicher Zeit ein erstrebenswerter Siedlungsplatz. Da die Erhebung räumlich begrenzt war, wurde das Gelände intensiv genutzt. Daher legten die Menschen unmittelbar neben ihren Siedlungen Gräberfelder an. Diese enge Nachbarschaft von Siedlungs-, Wirtschafts- und Bestattungsflächen ist für die historische Erforschung eine einzigartige Situation. Für die zum Teil außerordentlich gute Erhaltung der mehrere Jahrtausende alten Funde ist eine überlagernde Flugsandschicht verantwortlich, die im Mittelalter das Gelände überwehte. Archäologen bezeichneten die Fundsituationen unter dem bis zu 80 cm hohen, schützendem Sand als nahezu „pompejanisch“.

## Entdeckung und Ausgrabungen

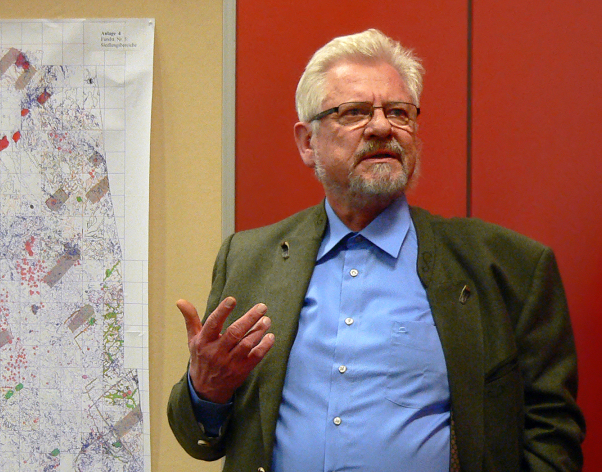
Der die Ausgrabungen leitende Archäologe Wilhelm Gebers vor einem Ausgrabungsplan vom Kronsberg

Bereits 1978 hatte ein Heimatforscher aus Rullstorf an einer Abbruchkante des Kiestagebaus archäologisch verdächtige Befunde entdeckt und dem Niedersächsischen Landesmuseum Hannover in Hannover gemeldet, das wiederum die örtlich zuständige Denkmalpflegestelle unterrichtete. 1979 begann nach einer behördlichen Freigabe des halben Kronsberges großflächiger Abbau von Sand durch zwei Abbauunternehmen. Durch die Eiszeiten abgelagert, befand sich hier eine bis zu zehn Meter hohe Schicht aus Sand und Kies. Noch 1979 unternahm das Institut für Denkmalpflege aus Hannover eine Rettungsgrabung, da die Zerstörung der Bodenfunde drohte. Die erste Grabung erfolgte mit studentischen Hilfskräften und unzureichender Ausrüstung, bei der das Potenzial der Fundstelle noch nicht erkannt wurde. Ab 1980 erfolgten systematische Untersuchungen als umfangreiche Flächengrabungen unter der Leitung des Archäologen Wilhelm Gebers. Sie entwickelten sich zum Schwerpunktprojekt des Instituts für Denkmalpflege im Bereich der Siedlungsarchäologie, da sich am Kronsberg an einem begrenzten Platz exemplarisch Besiedlungsvorgänge erforschen ließen. Bei knapper werdenden Finanzmitteln wurden die Ausgrabungen mit ABM-Kräften durchgeführt. Die fast jährlichen Grabungskampagnen unter Mitwirkung von insgesamt rund 500 Mitarbeitern hielten über fast 30 Jahre an. Lediglich in den Jahren 1987, 2003 und 2004 wurden sie ausgesetzt wegen anderer archäologischer Vorhaben.

### Grabungsende

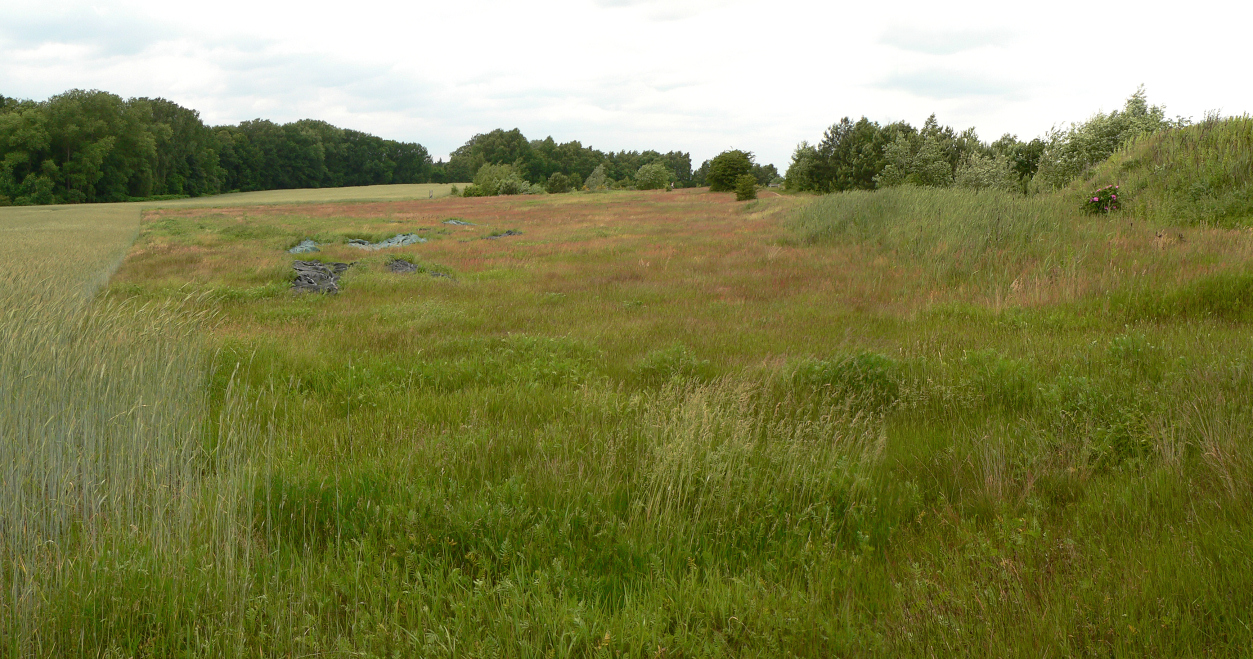
Brachfläche an der Südseite des Kronsberges als archäologisch noch nicht näher untersuchter Bereich

Im Jahre 1996 war eine Fläche von 50.000 m² archäologisch untersucht worden, während eine noch zu untersuchende Restfläche von 35.000 m² offen blieb. Im Jahre 2009 war nach 30-jähriger Ausgrabungstätigkeit die vom Sandabbau betroffene Fläche vollständig ausgegraben. Es wird geschätzt, dass die langjährigen Grabungen etwa die Hälfte der historischen Bodenfunde aufdecken konnten. Archäologisch relevante Bereiche setzen sich jedoch über die Grabungsfläche hinaus im Norden und Süden von Rullstorf fort. Dort werden weitere bedeutende Funde erwartet, die in Ermangelung von finanziellen Mitteln noch nicht gesucht werden konnten. Als Schutzmaßnahme hat die Gemeinde die noch nicht untersuchten Verdachtsflächen angepachtet.

## Fundperioden
Die ältesten Funde auf dem Kronsberg sind Artefakte des Jungpaläolithikums. Das Mesolithikum ist durch zahlreiche Feuerstellen und Mikrolithen vertreten, die von kurzfristigen Aufenthalten durch Jägergruppen im 7. Jahrtausend v. Chr. stammen. Die erste Besiedlung erfolgte in der Jungsteinzeit durch die Trichterbecherkultur und die Einzelgrabkultur. Ihre Siedlungsplätze liegen auf dem höchsten Punkt der Erhebung. Die kleinräumige Siedlungskammer des Kronsberges war seit der späten Bronzezeit kontinuierlich besiedelt. Den Siedlern boten sich durch fruchtbare Marschgebiete, Landwirtschaft in der Geestlandschaft, feuchte Bruchwaldwiesen sowie Wald- und Jagdwirtschaft gute Wirtschaftsgrundlagen. Außerdem konnte der Kronsberg mit seiner Lage an der Elbe als Punkt des Fernhandels genutzt werden. Nach dem sächsischen Zeitabschnitt fiel der Kronsberg anscheinend im frühen Mittelalter wüst. Seither wurde er von den Bauern des im 13. Jahrhundert erstmals erwähnten Ortes Rullstorf landwirtschaftlich genutzt.

## Fundkomplexe und Zeitabschnitte

### Jungsteinzeitliche Siedlung mit Langhaus
Die Siedlung der Trichterbecherkultur aus der Jungsteinzeit lag auf dem Südhang des Kronsberges und umfasste rund 25.000 m². Diesem Zeitabschnitt wird ein durch Brand vernichtetes Langhaus zugerechnet, dessen Pfostengrundriss gefunden wurde. Anhand des Keramikmaterials mit rund 30.000 Scherben wird es der altmärkischen Gruppe der Trichterbecherkultur zugerechnet. Mittels der C14-Datierung ließ sich das Haus in das ausgehende 4. Jahrtausend v. Chr. datieren und ist damit das älteste bisher gefundene Gebäude in Niedersachsen. Das zweischiffige Gebäude war knapp 24 Meter lang und bis zu 5 Meter breit. Im Inneren gab es eine Gliederung durch Querwände. Anhand der vorgefundenen Befunde werden einzelnen Abschnitten des Hauses besondere Funktionen der Hauswirtschaft zugeschrieben. In einem Bereich fehlten die üblichen lehmbestrichenen Seitenwände, es gab dort größere Gruben und es wurde eine teileingegrabene Amphore gefunden. Eine Feuerstelle war nicht im Gebäude vorhanden. Es konnten keine Getreidereste nachgewiesen werden, so dass vor einer abschließenden Auswertung des umfangreichen Fundmaterials Archäologen die These aufstellten, dass sich die Bewohner noch nicht von der Landwirtschaft, sondern eher von Viehzucht, Jagden und dem Sammeln ernährt haben.

### Bronzezeitliche Siedlung
Aus der jüngeren Bronzezeit wurde eine Siedlung mit einem etwa 300 Meter entfernten Urnengräberfeld gefunden. Ergraben wurden vier Hausgrundrisse und Nebengebäude, wie Darröfen sowie hunderte von Siedlungsgruben. Besondere Funde waren Miniaturfiguren von Schweinen, die als Kinderspielzeug Verwendung gefunden haben können. Die Siedlung bestand bis etwa 800 v. Chr. und wurde durch einen Brand vernichtet.

### Siedlung der vorrömischen Eisenzeit
Aus der vorrömischen Eisenzeit stammen zwei Gebäudegrundrisse aus dem Zeitabschnitt der Jastorf-Kultur in der Ripdorf-Stufe um 350–120 v. Chr. Gefunden wurden ein Darrofen und verkohlte Getreidereste. Aus dem folgenden Zeitabschnitt der Seedorf-Stufe um 120–0 v. Chr. wurden zwei Gebäudegrundrisse und mehrere Vorratsgruben entdeckt.

### Römische Kaiserzeit
Aus der römischen Kaiserzeit wurden vier Langhäuser entdeckt. In dieser Zeit gab es in der Siedlung Eisenverhüttung im großen Stil, was sich aus insgesamt 12 Tonnen gefundener Eisenschlacke von Ofensäuen schließen ließ. Die noch im Aufbau befindliche Siedlung fiel einem Brand zum Opfer, wobei vermutlich externe Gründe zum Siedlungsabbruch führten. Danach setzte auf dem Kronsberg anscheinend eine kurze Wüstungsphase bis zum Erscheinen sächsischer Siedler gegen Ende des 4. Jahrhunderts ein.

### Spätsächsische Siedlung mit Gräberfeld

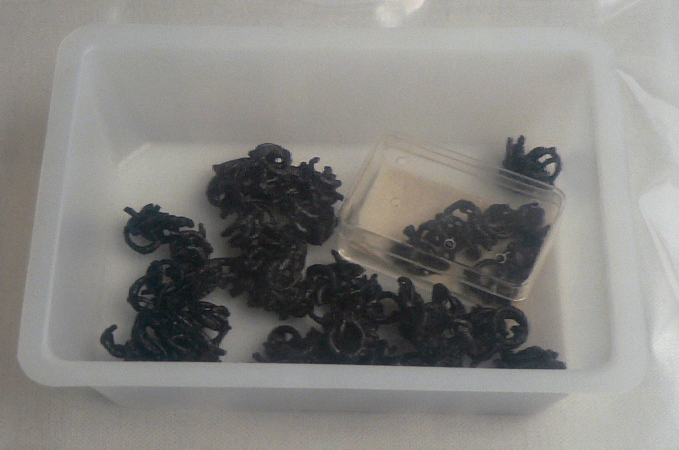
Fragmente eines Kettenhemdes, schlechte Bildqualität wegen Verpackung in Plastikfolie unter Schutzgas

Ab 1984 wurde auf etwa 6000 m² eine Siedlung der spätsächsischen Zeit mit zugehörigem Körper- und Brandgräberfeld (7.–9. Jahrhundert) ergraben. Da die Grabungsfläche durch eine heutige Straße zerschnitten wurde, ist zu vermuten, dass die Siedlung etwa doppelt so groß wie der ausgegrabene Teil war. Zur Siedlung gehörten vier Langhäuser, sechs kleine Pfostenbauten und 32 Grubenhäuser. Die erste Siedlung fiel bereits im 5. Jahrhundert einem Brand zum Opfer, worauf vermutlich eine kurze Wüstungsphase mit anschließender Neubesiedlung folgte.
Bei der Siedlung wurde ein Gräberfeld mit rund 150 Bestattungen entdeckt, das aber nicht in seiner gesamten Fläche ausgegraben worden ist. Bei etwa 80 % der Bestattungen hat eine Feuerbestattung durch Verbrennen auf einem Scheiterhaufen stattgefunden. Dabei fanden sich anhand der Pfostengrundrisse eine Vielzahl von Scheiterhaufenkonstruktionen, darunter ovale, schiffsförmige, eckige, quadratische oder rechteckige. Teilweise waren die Brandplätze von Flechtwerk umgeben. Bei den Körpergräbern wurden bei einigen Gräbern Holzverschalungen festgestellt. Auch fanden Bestattungen in Baumsärgen statt. Bei den Gräbern von Frauen fanden sich zahlreiche Perlen aus Glas, Bernstein, Bronze und Silber, die ursprünglich zu Perlenketten gehörten. Es handelte sich um die Festtagsausstattung der Frauen, mit der sie bestattet wurden. Bei den Männergräbern fanden sich Waffen und Gerätschaften. Dabei wurden ein Eisenmesser und die Spitze einer Saxklinge sowie Fragmente eines Kettenhemdes gefunden.
Das Gräberfeld entstammt einer Zeit an der Wende vom heidnisch-sächsischen Totenritus zum Christentum. Es ist eines der wenigen gut erforschten Brand- und Körpergräberfelder aus dieser Zeit in Niedersachsen. Die reichhaltigen Grabbeigaben gewähren Rückschlüsse auf die Ausstattung sowie Tracht und zeugen vom Wohlstand der ehemaligen Bewohner auf dem Kronsberg. Die Ausgrabungen auf dem Gräberfeld erfolgten ab 1983. Noch vor Abschluss der Untersuchungen wurden die Ergebnisse 1999 der Öffentlichkeit in der Ausstellung „Die Rullstorfer Altsachsen“ präsentiert.

### Spätsächsisches Pferdegräberfeld

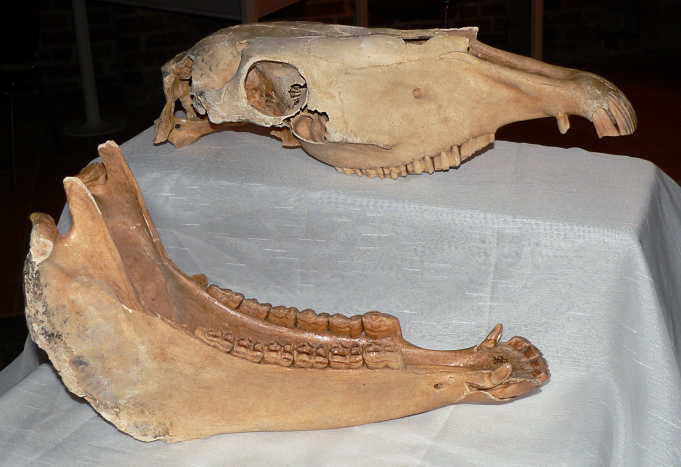
Ausgegrabener Pferdeschädel

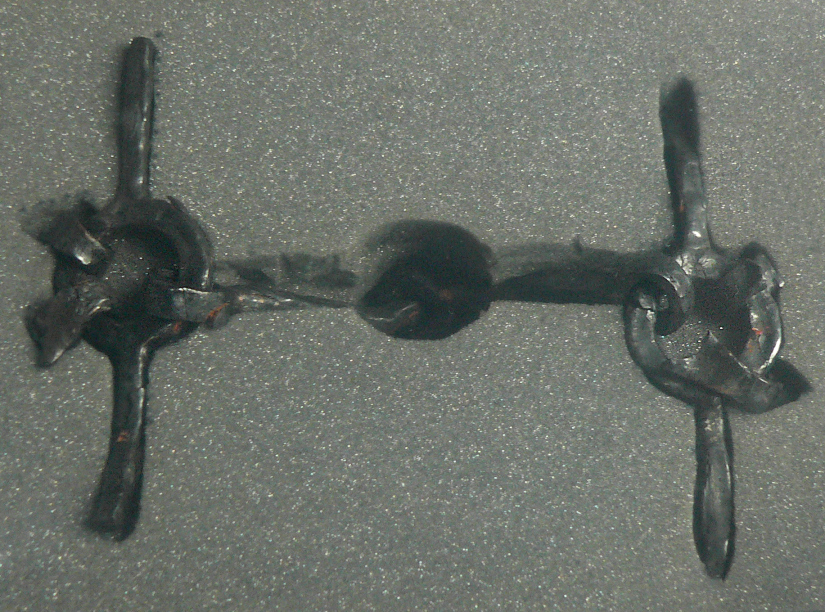
Trense eingebettet in Schaumstoff, schlechte Bildqualität wegen Verpackung in Plastikfolie unter Schutzgas

Das Pferdegräberfeld wird der spätsächsischen Zeit des 7.–8. Jahrhunderts zugerechnet. Darunter ist ein Grab mit Hengsten und einem Hirsch. Das Pferdegräberfeld mit 42 Bestattungen ist eines der größten und bedeutendsten seiner Art in Deutschland und zählt europaweit zu den wichtigen Fundstellen dieser Art. Die Tiere waren jeweils ohne Sattel und Geschirr bestattet worden, zum Teil zu zweit. Die Anzahl der Tiere, die neben den verstorbenen Bewohnern des Kronsberges bestattet wurden, zeugt vom damaligen Wohlstand. Die zahlreichen Pferdebestattungen lassen auf eine intensive Pferdehaltung schließen. Es könnte ein Zusammenhang mit den Jenseitsvorstellungen der Germanen bestehen, in denen Odins Hengst Sleipnir eine wichtige Rolle spielte. Eine archäozoologische Untersuchung der Pferdeknochen ergab, dass die Tiere Widerristhöhen von 1,32 bis 1,48 m hatten. Sie waren eher schlankwüchsig. Von den 42 Pferden waren 24 Pferde männlich, bei den anderen war eine Bestimmung wegen fehlender Teile nicht möglich. Bei 39 Pferden konnte das Alter geschätzt werden. Sie waren zwischen 2,5 und 20 Jahre alt, wobei der Schnitt bei 7 Jahren lag. Das größte Pferdegrab mit drei Hengsten und einem Hund hatte einen Durchmesser von 17 m und eine Fläche von 220 m². Es war von einem halbkreisförmigen Graben umschlossen. Vermutlich befand sich darüber ein nicht mehr erhaltener Grabhügel aus Soden und Plaggen, der eine Höhe von 5 m gehabt haben könnte. Er wurde durch Abwehungen, Ackerbau und Auswaschungen im Laufe von rund 1000 Jahren abgetragen.

### Sattelfund

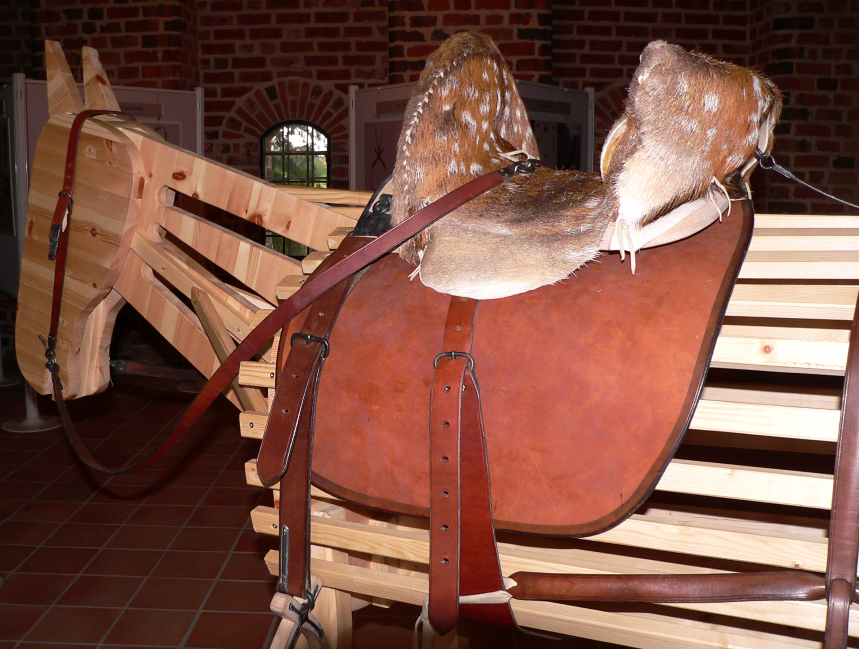
Rekonstruierter Reitsattel

Im Sommer 2000 wurde eine besonders aufwändig gestaltete Pferdebestattung in außergewöhnlicher Größe gefunden. Das Pferd diente als Beigabe zu einem 24-pföstigen Scheiterhaufengrab, das als Doppelkreis konstruiert war. In den Pfostenlöchern des Scheiterhaufens fanden sich als Beigaben Glasperlen, Silberblech, Kettenglieder aus Eisen und eine Gürtelschnalle.
Dem aufgefundenen Pferdeskelett war der Kopf abgetrennt worden, was bei den übrigen Pferdebestattungen auf dem Kronsberg nicht der Fall war. Auch waren die Hinterläufe des Pferdes nach Süden ausgerichtet, während bei allen anderen Pferdebestattungen die Hinterläufe nach Norden wiesen. An der Grabstelle wurden die Reste eines Reitsattels des 8. Jahrhunderts n. Chr. mit Steigbügeln sowie vollständigem Geschirr gefunden. Der im Block geborgene Fund wurde unter Laborbedingungen in der Restaurierungswerkstatt des Niedersächsischen Landesamtes für Denkmalpflege freigelegt. Später wurde der Sattel mit reichhaltiger Verzierung und unterschiedlichen Beschlägen anhand der Befunde detailgetreu rekonstruiert. Gemeinsam mit den übrigen Fundstücken, wie Halfter mit Trense und Hintergeschirr, wurde er als damalige Reiterausrüstung zeitweise im Deutschen Pferdemuseum in Verden (Aller) präsentiert.

### Adelsgrab

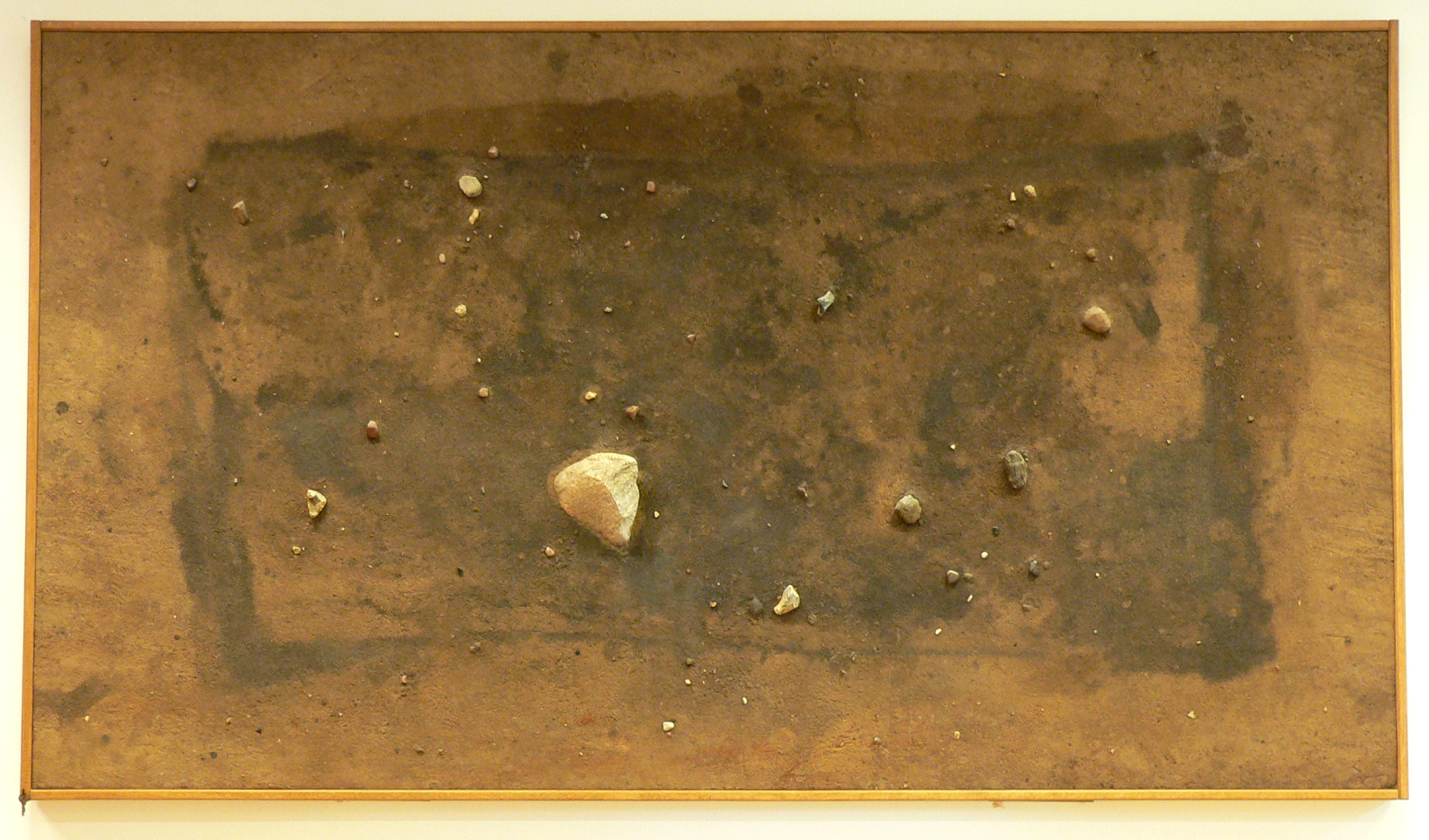
Lackabzug des Adelsgrabes als Holzkammergrab mit einer Person von höherer Stellung

Im Jahre 2000 wurde bei Ausgrabungen auf dem Kronsberg ein besonderes Holzkammergrab entdeckt. In die Grabgrube war statt eines Sarges eine 2,6 × 1,3 Meter große Holzkammer eingelassen, deren Holz nur noch als Bodenverfärbung erkennbar war. Vom Verstorbenen hatte sich der Schädel erhalten, während der restliche Körper nur noch als Leichenschatten erkennbar war. Beigaben waren ein Schild mit Leder und Silbernägeln, ein Sax, ein Eisenmesser und eine Lanze. An weiteren Ausrüstungsgegenständen waren ein Gürtel mit Gürteltasche, Flint und Feuerschlageisen sowie eine Bronzepinzette beigefügt. Wegen der reichhaltigen und hochwertigen Beigaben wird im Bestatteten eine Person von höherer Stellung vermutet, wie ein Krieger oder Adliger. Ein 2,8 × 1,8 Meter großer Lackabzug, der im Vortragssaal des Niedersächsischen Landesamtes für Denkmalpflege in Hannover ausgestellt ist, zeigt die Fundsituation mit den Bodenverfärbungen der Holzkammer oberhalb des Verstorbenen.